# 시흥시장 선거
시흥시장 선거는 경기도 시흥시의 시장을 선출하는 선거이다.

## 역대 민선 시흥시장
| 선거   | 정당 | 정당           | 시장   |
| ------ | ---- | -------------- | ------ |
| 1995년 |      | 민주당         | 정언양 |
| 1998년 |      | 새정치국민회의 | 백청수 |
| 2002년 |      | 한나라당       | 정종흔 |
| 2006년 |      | 한나라당       | 이연수 |
| 2009년 |      | 민주당         | 김윤식 |
| 2010년 |      | 민주당         | 김윤식 |
| 2014년 |      | 새정치민주연합 | 김윤식 |
| 2018년 |      | 더불어민주당   | 임병택 |
| 2022년 |      | 더불어민주당   | 임병택 |

## 역대 선거 결과

### 제1회 전국동시지방선거
|  | 35.37% |

|  | 28.61% |

|  | 14.77% |

|  | 13.51% |

|  | 7.72% |

### 제2회 전국동시지방선거
|  | 48.81% |

|  | 28.52% |

|  | 16.81% |

|  | 4.96% |

|  | 0.88% |

### 제3회 전국동시지방선거
|  | 39.21% |

|  | 29.46% |

|  | 27.92% |

|  | 3.39% |

### 제4회 전국동시지방선거
|  | 49.67% |

|  | 26.39% |

|  | 12.65% |

|  | 11.27% |

### 2009년 대한민국 재보궐선거
이연수 시장의 시장직 상실로 인해 치러진 2009년 대한민국 재보궐선거에서 민주당 김윤식 후보가 당선되었다.

### 제5회 전국동시지방선거
|  | 59.41% |

|  | 40.58% |

### 제6회 전국동시지방선거
|  | 49.72% |

|  | 46.55% |

|  | 3.72% |

### 제7회 전국동시지방선거
|  | 72.50% |

|  | 27.49% |

### 제8회 전국동시지방선거
|  | 55.54% |

|  | 44.45% |